# 1903 год в науке
В 1903 году произошло:

## События

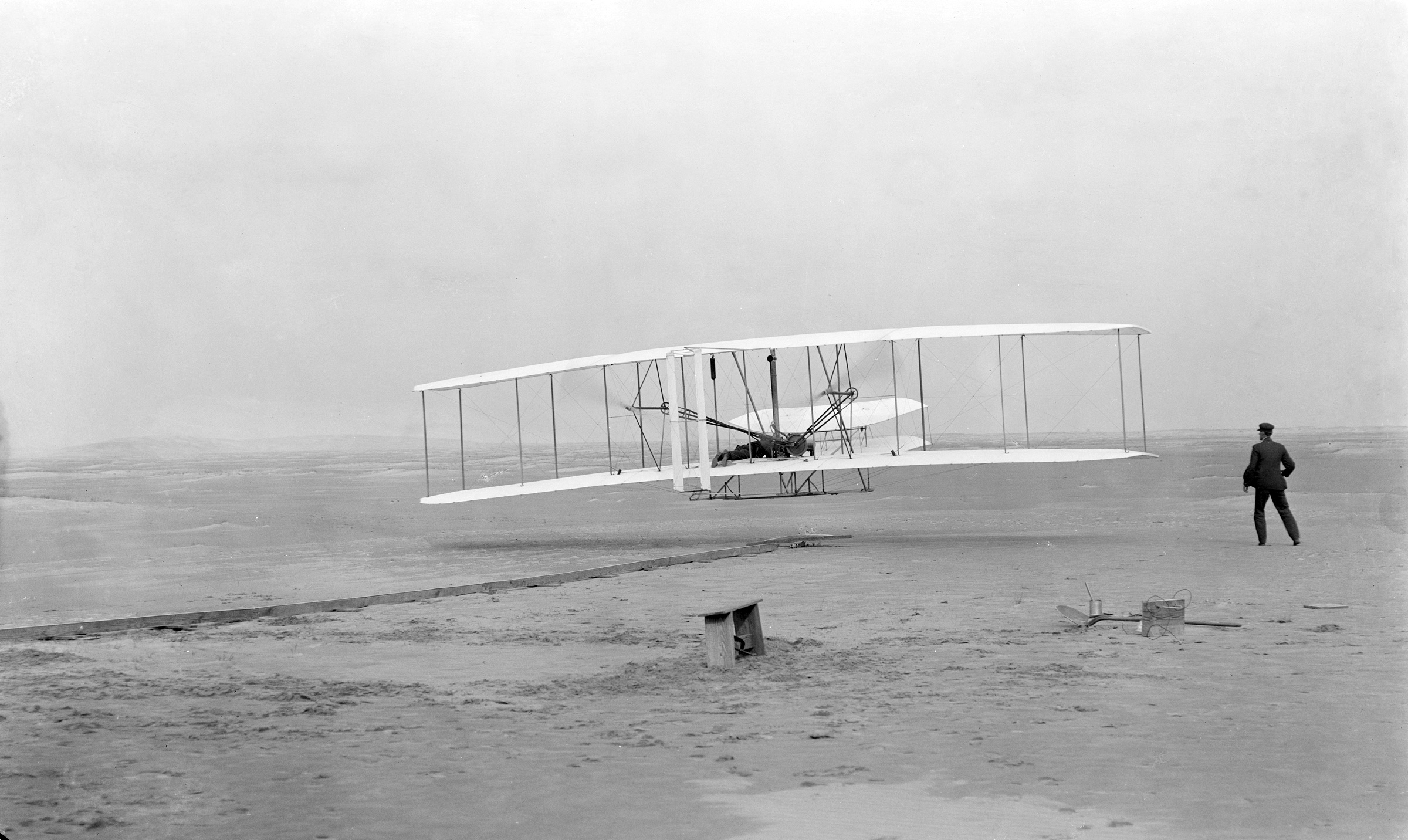
Первый полёт 17 декабря 1903 г. Фотография Джона Т. Дэниелса

- 29 марта — Кольцеобразное солнечное затмение (максимальная фаза 0,9767)[1].
- 12 апреля — Частное лунное затмение в экваториальной зоне Земли (фаза 0,97)[2].
- 21 сентября — Полное солнечное затмение (максимальная фаза 1,0316)[3].
- 6 октября — Частное лунное затмение в южном полушарии (фаза 0,86)[2].
- 17 декабря — Первый пилотируемый полёт братьев Райт.
- Константин Циолковский опубликовал свой главный труд — «Исследование мировых пространств реактивными приборами», в котором рассматривает вопросы использования ракет в космическом пространстве, использования скафандров и колонизации Солнечной системы.
- В Тяньцзине основан Хэбэйский технологический университет[англ.] (河北工业大学) — первый университет такого профиля в Китае.
- В Бонне воздвигнут памятник Ф. А. Кекуле.

## Открытия

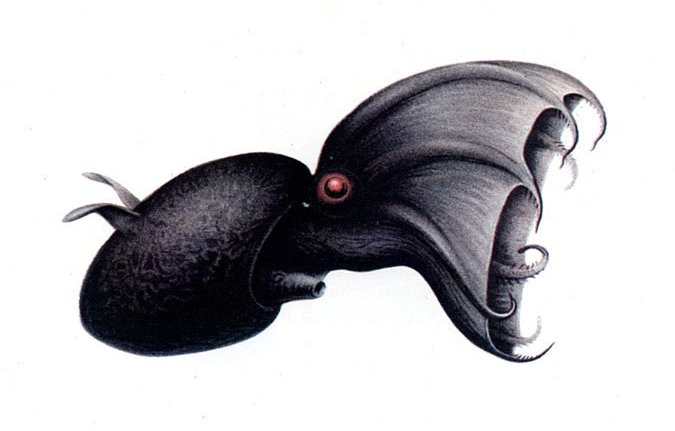
Адский вампир.

- Карл Хун открыл глубоководного моллюска — адский вампир.

## Изобретения
- Виллем Эйнтховен, сконструировал электрокардиограф — прибор (струнный гальванометр), позволявший регистрировать истинную ЭКГ. Он же придумал современное обозначение зубцов ЭКГ и описал некоторые нарушения в работе сердца.
- На заводе «Красное Сормово» построен и спущен на воду первый в мире теплоход, «Вандал», который явился также и первым в мире дизель-электроходом[4]

## Награды
- Ломоносовская премия[5]:53-108
  - В. Н. Перетц за исследования старинной малорусской поэзии[6], А. И. Яцимирский за рукопись «Григорий Цамбак, очерк его жизни и деятельности»[7] и А. П. Кадлубовский, награждённый почётным отзывом за «Очерки по истории древнерусской литературы житий святых»[8].
- Нобелевская премия:
  - По физике — Антуан Анри Беккерель, «В знак признания его выдающихся заслуг, выразившихся в открытии самопроизвольной радиоактивности», Пьер Кюри и Мария Кюри — «За выдающиеся заслуги в совместных исследованиях явлений радиации».
  - По химии — Сванте Август Аррениус, «Присуждена премия как факт признания особого значения его теории электролитической диссоциации для развития химии».

## Родились

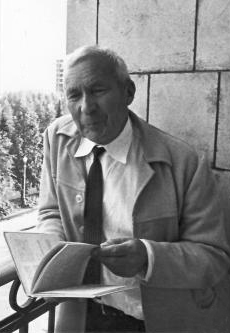
А. Н. Колмогоров

- 12 января — Игорь Васильевич Курчатов (30 декабря 1902 года по старому стилю) — физик-ядерщик, академик, трижды Герой Социалистического Труда. Создатель советской атомной бомбы.
- 16 апреля — Митрофан Степанович Зверев, советский астроном и астрометрист, член-корреспондент АН СССР.
- 25 апреля — Андрей Николаевич Колмогоров, русский математик.
- 14 июня — Алонзо Чёрч, американский математик и логик, создатель Лямбда-исчисления.
- 22 сентября — Андрей Андреевич Марков, советский математик (ум. в 1979).
- 18 декабря — Александр Дмитриевич Дубяго, русский астроном, известен в мире науки как основатель Казанской кометной школы.
- 28 декабря — Джон фон Нейман, венгро-немецкий математик и квантовый физик.

## Скончались
- 1 февраля — Джордж Стокс, английский математик и физик.
- 7 февраля — Джеймс Глейшер, английский метеоролог и аэронавт (род. 1809).
- 5 марта — Эжен Демарсе, французский химик, открывший европий.
- 28 марта — Жан Морис Эмиль Бодо, французский инженер и изобретатель в области телеграфии (род. 1845).
- 9 апреля — Александр Рейнхольд Бонштедт, немецкий ботаник (р. 1839).
- 14 июля — Александр фон Хомайер, немецкий лепидоптеролог, орнитолог и энтомолог; племянник зоолога Ойгена Фердинанда фон Хомайера (р. 1834).
- 8 декабря — Герберт Спенсер, английский философ, социолог.